# Jaan (film)
Pour les articles homonymes, voir Jaan.
Pour plus de détails, voir Fiche technique et Distribution.
Jaan (जान) est un film indien de Bollywood réalisé par Raj Kanwar sorti le 17 mai 1996.
Le film met en vedette Ajay Devgan et Twinkle Khanna, le long métrage fut un succès mitigé aux box-office

## Fiche technique
- Titre : Jaan
- Titre original : जान
- Réalisation : Raj Kanwar
- Scénario : Ranbir Pushp
- Musique : Anand-Milind, Amar Mohile et Anil Mohile
- Photographie : Harmeet Singh
- Montage : Waman B. Bhosle
- Production : Ashok Ghai
- Société de production : Suneha Arts
- Pays :  Inde
- Genre : Action, drame et romance
- Durée : 170 minutes
- Dates de sortie : 
  -  Inde : 17 mai 1996

## Distribution
- Ajay Devgan : Karan
- Twinkle Khanna : Kajal
- Amrish Puri : l'inspecteur Suryadev Singh
- Rakhee Gulzar : Rukmini
- Vivek Mushran : Rohit
- Suresh Oberoi : Vishambar
- Shakti Kapoor : Bhanwari
- Bindu Desai : Rajrani
- Saeed Jaffrey : Roshanlalji
- Aruna Irani : la mère de Karan
- Johnny Lever : Damru
- Priya Arun Berde : Dhanno
- Shiva Rindani : Dilawar
- Brahmachari : Bhairon Singh
- Vishwajeet Pradhan : Nagendra
- Akash Khurana : Jagat Narayan
- Hans Sharma : le père de Kajal
- Amit Pachori : Rahul

## Box-office
- Box-office Inde: 300 330 000 Roupies.

Box-office india qualifie le film de succès mitigé